# 주알마티 대한민국 총영사관
주알마티 대한민국 총영사관(카자흐어: Алматыдағы Корея Республикасының Бас консулдығы, 러시아어: Генеральное Консульство Республики Корея в г. Алматы)은 카자흐스탄 알마티에 위치하고 있는 대한민국 총영사관이다. 이 공관은 알마티, 심켄트, 알마티주, 잠빌주, 투르키스탄주, 키질로르다주, 제티수주를 영사 관할 구역으로 한다.

## 역사
대한민국 정부는 1992년 1월 28일에 카자흐스탄과 외교 관계를 수립했다. 대한민국 외무부는 1993년 1월 30일에 개정된 《외무부와 그 소속 기관 직제》(대통령령 제13827호)에 따라 주카자흐스탄 대한민국 대사관을 설치하기로 결정했다. 1993년 7월 12일에 카자흐스탄 알마티에 주카자흐스탄 대한민국 대사관이 정식 설립되었다.
1997년 12월에 카자흐스탄의 수도가 알마티에서 아스타나로 이전한 이후에도 주카자흐스탄 대한민국 대사관은 카자흐스탄에 외교 공관을 설치했던 다른 나라들과 마찬가지로 알마티에 계속 남아 있었다. 그러다가 대한민국 외교통상부는 2004년 11월 30일에 알마티에서 지리적으로 멀리 떨어진 아스타나에서 카자흐스탄 정부를 상대로 한 효율적인 외교 업무를 수행하고 카자흐스탄과의 우호 협력 관계 증진을 위하여 아스타나에 분관을 설치하기로 결정하고 2004년 12월 10일에 개정된 《재외공관의 분관·출장소의 명칭·위치 및 관할 구역 등에 관한 규칙》(외교통상부령 제52호)을 개정했다.
2008년 8월 4일에 개정된 《재외공관의 분관·출장소의 명칭·위치 및 관할 구역 등에 관한 규칙》(외교통상부령 제90호)에 따라 주카자흐스탄 대한민국 대사관이 아스타나로 이전하면서 폐지된 아스타나 분관을 대신하여 알마티 분관이 신설되었다. 2015년 12월 21일을 기해 알마티 분관이 주알마티 대한민국 총영사관으로 승격되었다.

## 역대 분관장 및 총영사
- 제1대 분관장: 이양구 (2008년 8월 ~ 2010년 2월)
- 제2대 분관장: 신형은 (2010년 2월 ~ 2012년 9월)
- 제3대 분관장: 손치근 (2012년 9월 ~ 2015년 12월)
- 제1대 총영사: 전승민 (2015년 12월 ~ 2018년 11월)
- 제2대 총영사: 김흥수 (2018년 11월 ~ 2021년 12월)
- 제3대 총영사: 박내천 (2021년 12월 ~ 2025년 5월)
- 제4대 총영사: 하태욱 (2025년 5월 ~ )

## 같이 보기
- 대한민국-카자흐스탄 관계
- 주카자흐스탄 대한민국 대사관
- 주한 카자흐스탄 대사관
- 주부산 카자흐스탄 총영사관
- 대한민국의 재외공관 목록
- 카자흐스탄 주재 외국공관 목록